# Trinh nữ che mạng
Trinh nữ che mạng là một bức tượng bán thân bằng đá cẩm thạch Carrara được tạc tại Rome bởi nhà điêu khắc người Ý Giovanni Strazza (1818–1875), mô tả đức mẹ đồng trinh Mary che mặt. Không rõ ngày hoàn thành chính xác của tác phẩm, nhưng có lẽ là vào đầu những năm 1850. Tấm màn che có vẻ ngoài như trong suốt, nhưng trên thực tế được chạm khắc bằng đá cẩm thạch. Kỹ thuật này tương tự như bức tượng Chúa Kitô che mạng năm 1753 của Giuseppe Sanmartino ở Cappella Sansevero tại Naples.
Bức tượng được vận chuyển đến Newfoundland vào năm 1856, theo ghi chép vào ngày 4 tháng 12 trong nhật ký của Giám mục John Thomas Mullock: “Tiếp nhận một cách an toàn từ Rome, một bức tượng tuyệt đẹp của Đức Trinh Nữ Maria bằng đá cẩm thạch, bởi Strazza. Khuôn mặt được che đi nhưng tất cả các hình dáng và các chi tiết đều được nhìn thấy. Đây là một viên ngọc hoàn hảo của nghệ thuật ".
Trinh nữ che mạng được lưu giữ tại Tòa nhà Giám mục bên cạnh Nhà thờ Công giáo La Mã ở Nhà thờ Thánh Gioan Baotixita. Bức tượng bán thân kể từ đó vẫn được bảo quản bởi các thành viên dòng Presentation Sisters, tại Quảng trường Vương cung thánh đường.
Trong bối cảnh của sự kiện Risorgimento, Trinh nữ đội khăn voan được dùng để tượng trưng cho nước Ý.
Những bức tượng bán thân bằng đá cẩm thạch của những người phụ nữ che mặt là đề tài điêu khắc phổ biến của những nghệ nhân cùng thời với Strazza, trong đó nổi bật nhất là Pietro Rossi và Raffaelle Monti.